# Castelnuovo del Vescovo
Castelnuovo del Vescovo è una frazione del comune cremonese di Pescarolo posta ad est del centro abitato. Sorge a 43 metri sul livello del mare e vi risiedono sette famiglie.

## Storia
La romanizzazione di questo territorio è attestata anche dal ritrovamento di un eccezionale tesoretto di 450 monete di età repubblicana. Esistono documenti che provano la presenza nel X secolo nel territorio di fortificazioni e di un castello, demoliti sotto la dominazione austriaca. Più di recente:
- alla metà del secolo XVIII Castelnuovo del Vescovo è un borgo agricolo con 54 abitanti sottoposto alla giurisdizione del podestà di Cremona;
- dal 10 giugno 1757, sotto la dominazione austriaca, risulta inserito nella delegazione XI della provincia inferiore di Cremona;
- dal 26 settembre 1786 al 24 gennaio 1791 appartiene al distretto di Pescarolo della neo costituita provincia di Bozzolo;
- dal 1º maggio 1798, con la fine della dominazione austriaca è uno dei comuni del dipartimento dell’Alto Po, suddivisione amministrativa della neonata Repubblica Cisalpina;
- dal 1º gennaio 1810 è concentrato nel comune di Pessina, fino alla fine del periodo napoleonico;
- dal 12 febbraio 1816, in base alla compartimentazione territoriale del regno lombardo-veneto, appartiene al distretto IX di Pescarolo della provincia di Cremona;
- il 23 giugno 1853 è inserito nel distretto V di Piadena;
- dal 23 ottobre 1859, in seguito all’unione temporanea delle province lombarde al regno di Sardegna, è incluso nel mandamento VI di Pescarolo, provincia di Cremona;
- viene aggregato al comune di Pescarolo ed Uniti con Regio Decreto del 21 novembre 1867, unitamente a Pieve Terzagni[2].

## Simboli
Lo stemma del Comune di Pescarolo è composto da uno scudo “Di rosso, trinciato da una banda verde caricata da tre uccelli palustri d’argento fermi e tenenti col becco un pesce pure d’argento: la banda è accostata da una torre d’argento, aperta e finestrata di nero e dalla scritta in caratteri maiuscoli d’argento SATOR AREPO TENET OPERA ROTAS”. La torre richiama il “castello” del toponimo di Castelnuovo del Vescovo.